# Петрісат
Петрісат (рум. Petrisat) — село у повіті Алба в Румунії. Адміністративно підпорядковане місту Блаж.
Село розташоване на відстані 259 км на північний захід від Бухареста, 29 км на північний схід від Алба-Юлії, 69 км на південь від Клуж-Напоки, 143 км на північний захід від Брашова.

## Населення
За даними перепису населення 2002 року у селі проживали 594 особи.
Національний склад населення села:
| Національність | Кількість осіб | Відсоток |
| -------------- | -------------- | -------- |
| угорці         | 576            | 97,0%    |
| румуни         | 18             | 3,0%     |

Рідною мовою назвали:
| Мова      | Кількість осіб | Відсоток |
| --------- | -------------- | -------- |
| угорська  | 575            | 96,8%    |
| румунська | 19             | 3,2%     |